# Isokivi (gränsmärke mellan Muhos och Vaala)
Isokivi är en klippa i Finland.   Den ligger i den ekonomiska regionen  Uleåborgs ekonomiska region  och landskapet Norra Österbotten, i den centrala delen av landet, 500 km norr om huvudstaden Helsingfors. Isokivi ligger 150 meter över havet.
Terrängen runt Isokivi är huvudsakligen platt. Isokivi ligger uppe på en höjd. Runt Isokivi är det mycket glesbefolkat, med 2 invånare per kvadratkilometer. Närmaste större samhälle är Vaala, 18,1 km öster om Isokivi. I omgivningarna runt Isokivi växer i huvudsak barrskog.